# Тора

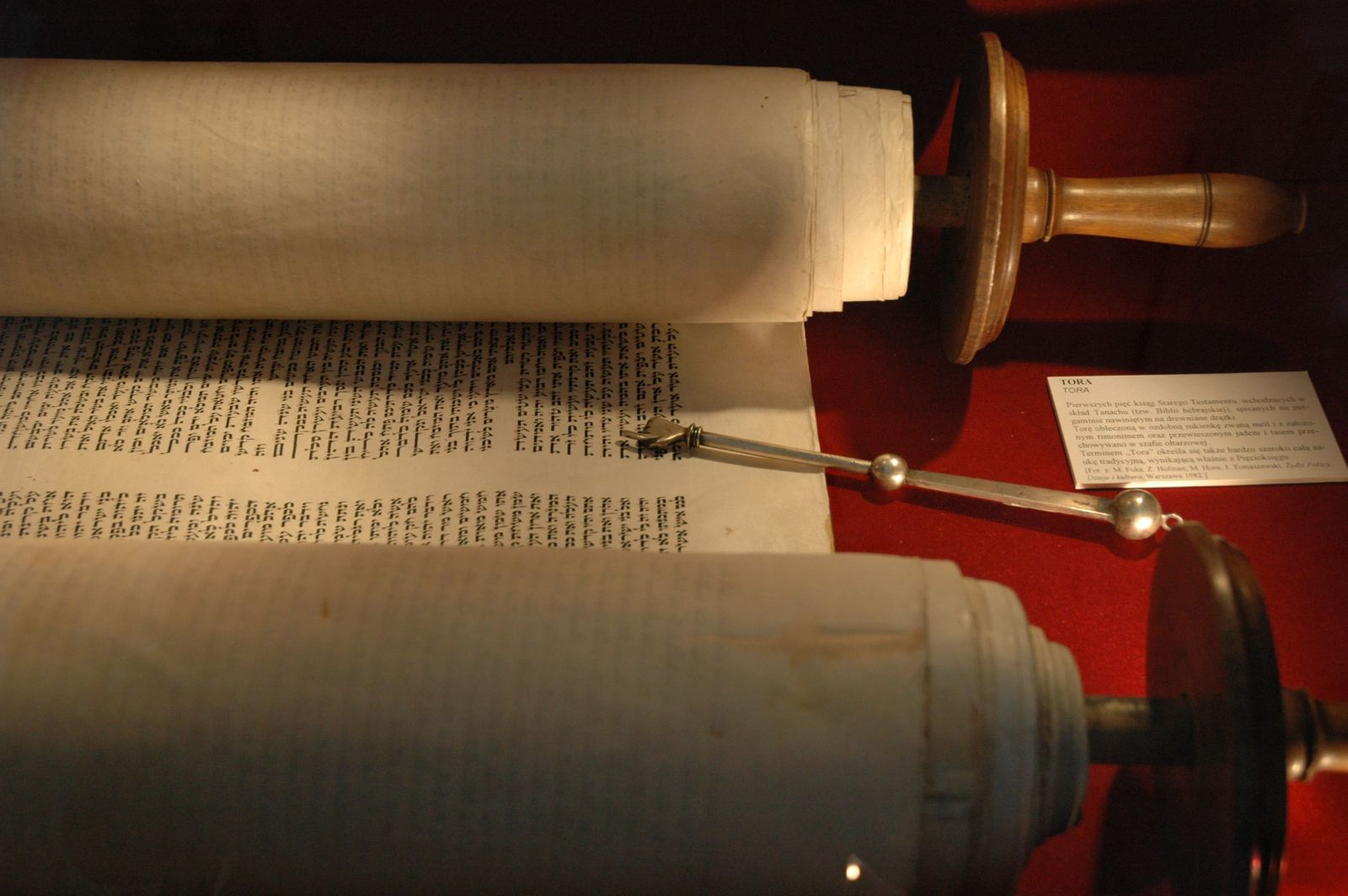
Сувій Тори з указкою-ядом, музей Великої синагоги, Володава, Польща

То́ра (дав-євр. תורה — «Вчення», «Закон»), Закон Мойсея, П'ятикнижжя Мойсеєве  — перша частина Танаху, або, як його називають християни, Старого Заповіту Біблії. За єврейською традицією вважається, що Тора була записана Мойсеєм безпосередньо з «вуст» Бога. Тільки останні рядки про смерть самого пророка написала інша особа. Прихильники документарної гіпотези вважають, що Тора була створена об'єднанням декількох незалежних джерел (документів), які були написані різними авторами протягом VIII—III ст.ст. до н. е.

Тора (Хумаш) складається з таких книг:
- Перша книга Мойсея: Берешит ❲На початку❳ (Книга Буття)
- Друга книга Мойсея: Шмот ❲Імена❳ (Книга Вихід)
- Третя книга Мойсея: Ваїкра ❲І покликав❳ (Книга Левит)
- Четверта книга Мойсея: Бемідбар ❲У пустелі❳ (Книга Числа)
- П'ята книга Мойсея: Дварим ❲Слова❳ (Повторення закону)

У широкому сенсі назва «Тора» відноситься до всього зводу єврейського традиційного права і поділяється на Письмову Тору (Мойсеєве П'ятикнижжя, Хумаш) та усну Тору (нині записана в Мішні та Талмуді).
Майже на кожний тиждень єврейського року заздалегідь визначено розділ Тори, який читають та вивчають у синагозі. Хумаш складається з 54 розділів. Таким чином, протягом року його прочитують весь. Річний цикл починається й закінчується в день свята Сімхат Тора.
Публічне читання Тори в синагозі є важливою юдейською заповіддю. Воно відбувається щопонеділка, щочетверга та щосуботи під час ранкової молитви, а також у дні єврейських свят. Так наприклад, 12 жовтня 2009 року — за єврейським календарем є днем 24 Тішрея 5770 року — другий день тижня, коли читають і вивчають розділ «Браха».
За словами головного рабина Буковини Менахема Менделя Гліцнштейна, кожен єврей, згідно з традицією, повинен мати свій сувій Тори. На початок лютого 2015 його вартість становила близько 20 000$, що є непосильним для багатьох. Тому кожен єврей дає певну суму на сувій громади — Тора належить водночас багатьом.

## Походження П'ятикнижжя
Відповідно до традиційних поглядів, П'ятикнижжя, тобто власне Тора у вузькому сенсі, це єдиний документ Божественного одкровення, від початку до кінця записаний самим Мойсеєм. Винятком є останні вісім віршів Второзаконня (де розповідається про смерть Мойсея), щодо яких існують дві думки: перша — і ці вірші також були продиктовані Богом та записані Мойсеєм, друга — вони були дописані Ісусом Навином (Ієгошуа бін Нуном).
У Чис 12:6-8 вказується, що спосіб, яким Бог спілкувався з Мойсеєм, відмінний від того, яким усі інші пророки отримували Його одкровення: інших пророків у таку мить залишали людські почуття, і лише Мойсеєві одкровення було дано, коли він перебував у повній свідомості, « устами до уст… та явно, а не в ворожіннях …», більше того, « і говорив Господь з Мойсеєм віч-на-віч, як говорить хто з другом своїм ».
На думку дослідників Второзаконня ототожнюється з «Книгою Тори», знайденою в Єрусалимському храмі 622 року до н. е.. за царювання Йосії (Іошіяху), що описано в 4Цар 22; чотири інші книги П'ятикнижжя було канонізовано за часів Ездри (Езри) та Неємії (Нехеміі). «Книга Тори (Масовий)», введена Езрою на додаток до Второзаконня, мабуть, містила також тексти, відомі нам з книги Левіт та книги Чисел.
Традиційний юдаїзм відкидає історико-критичний погляд на П'ятикнижжя та науково-філологічний аналіз тексту. Масоретський текст вважається єдиною авторитетною та авторизованою версією П'ятикнижжя (хоча й припускається, що до цього тексту могли потрапити незначні описки). Про встановлення законовчителями панівного прочитання розповідає мідраш: « У Храмі було знайдено три сувої; в одному з них було написано так: […], а в двох інших — так: […]; законовчителі відкинули прочитання, яке було в одному сувоЇ та прийняли прочитання, яке траплялося в двох, і, врешті-решт, єдиний приголосний текст було передано в храмові архіви ». Особлива колегія, що складалася на храмовому змісті, періодично перевіряла текст. З великою старанністю та любов'ю до своєї справи покоління переписувачів дбали про точне відтворення оригіналу. Щоб уникнути можливих помилок під час копіювання тексту було розроблено детальні правила для переписувача (Софрім). Дослідження біблійних текстів, виявлених серед сувоїв Мертвого моря, які на тисячу років старші від стандартного Масоретського тексту, встановленого в X столітті Аароном Бен-Ашером, підтвердило його акуратність та показало неправомірність численних «поправок», запропонованих за останні два століття.
Вчені-біблеїсти розглядають П'ятикнижжя як результат кількох редакцій з використанням різних літературних джерел. Використання літературних джерел в процесі створення сучасного тексту П'ятикнижжя найбільш наочне в Чис 21:14 —  15, де наводиться цитата з «сувою воєн Йахве», а також у Буття. 5 яка призводить «сувій генеалогії Адама».
Інші ознаки композитної структури П'ятикнижжя з погляду біблійної критики є такими:
- Повтори. В оповіданнях П'ятикнижжя є близько 25 випадків, коли одна історія розповідається в двох і більше версіях, наприклад, 1 М. 12:10 —  20, 20:1-18, також 26:6-11. Часто різні версії розповіді суперечать одна одній у дрібницях. Приблизно в 50 випадках закон дається в двох (і більше версіях), причому одна з версій розширює або переглядає іншу, наприклад, Лев 11:1 —  47 та Втор 14:3 —  20.
- Термінологія. У різних частинах П'ятикнижжя послідовно вживаються різні терміни для деяких назв, імен і загальних понять, причому якщо історія повторюється двічі, то в першому варіанті вживається набір одних термінів, а в другому варіанті — набір інших.
- Зв'язність оповідання. Частини тексту, виділені за повторами та термінологією часто є чіткішою розповіддю, ніж у вихідному тексті П'ятикнижжя.
- Теологічна концепція. Частини П'ятикнижжя, виділені за допомогою повторів та різної термінології, мають відмінні теологічні концепції. Ці відмінності стосуються концепції бога, стосунків між богом та людьми, а також свободи волі й етичних ідеалів.

Найвідомішою теорією походження П'ятикнижжя є Документарна гіпотеза, висунута німецькими вченими в XIX столітті. Документарна гіпотеза припускає 4 джерела-документи, об'єднані внаслідок трьох редакцій. Стародавні епічні джерела Йахвіст та Елогіст, записані в період Царств були об'єднані після падіння Північного Царства. Згодом до отриманого документу було додано третій документ — книгу Второзаконня. Останнім було додано Жрецький Кодекс. Внаслідок цього додавання текст П'ятикнижжя набув сучасної форми. Останню редакцію відносять до періоду після вавилонського полону.
Існують і радикальніші гіпотези проходження П'ятикнижжя. Наприклад, так звані мінімалісти, стверджують, що тексти Біблії написано в елліністичний період. Одним з аргументів їх є той факт, що археологічні розкопки не підтверджують фактів, викладених у книгах Ездри та Неємії, на яких ґрунтується багато висновків Документарної теорії. Наприклад, згідно з Біблією, Неємія відновив Єрусалим та відбудував міську стіну, що сталося приблизно в 5 ст до н. е.. Однак, відповідно до розкопок, Єрусалим у перський період був невеликим селом розміром 150*250 метрів з населенням не більше 400 осіб, без яких-небудь укріплень, а міська стіна, приписувана Неємії, побудована лише у 2 ст до н.е. Крім того, немає ніяких позабіблійних згадок про Ездру та Неємію. На цій підставі мінімалісти роблять висновок, що Ездра та Неємія є вигаданими персонажами, а книги, названі їх іменами, написано набагато пізніше.

## Переклад українською
Новий повний переклад Масоретського тексту з глосами та варіантами різночитань «Тора: П'ятикнижжя Мойсеєве» опубліковано у 2024.
Повний переклад Мойсеєвого п'ятикнижжя здійснено в 1992 році Українським Біблійним Товариством (переклад із давньоєврейської та грецької на українську наново перекладена).